# Colonia 1 Mai
Colonia 1 Mai – wieś w Rumunii, w okręgu Braszów, w gminie Vulcan. W 2011 roku liczyła 947 mieszkańców.